# Boeing E-6 Mercury
Boeing E-6 Mercury (dříve E-6 Hermes) je americké vojenské letadlo, které působí jako vzdušné velitelské stanoviště a komunikační spojovací centrum v době krize. Vzniklo přizpůsobením civilního letounu Boeing 707-320 společností Boeing Integrated Defense Systems.
Původní letoun E-6A byl komunikačním spojovacím letounem, který vstoupil do služeb US Navy v srpnu 1989, kde nahradil letoun EC-130Q. Přenášel pokyny od vládních autorit USA směrem k flotile ponorek, které byly vybaveny balistickými raketami. Tyto mise jsou známy pod pojmem TACAMO (Take Charge and Move Out). Model E-6B, který vstoupil do služby v říjnu 1998 si tuto roli ponechal, ale navíc může sloužit i jako velitelské a kontrolní stanoviště pro střely umístěné na zemi a pro bombardéry s jadernou výzbrojí. Letoun E-6B nahradil letouny amerického letectva Boeing EC-135C v jejich roli v rámci operace "Looking Glass", poskytující velení a řízení amerických jaderných sil v době, kdy pozemní velitelství by byla nefunkční (např. by byla zničena).

## Vývoj

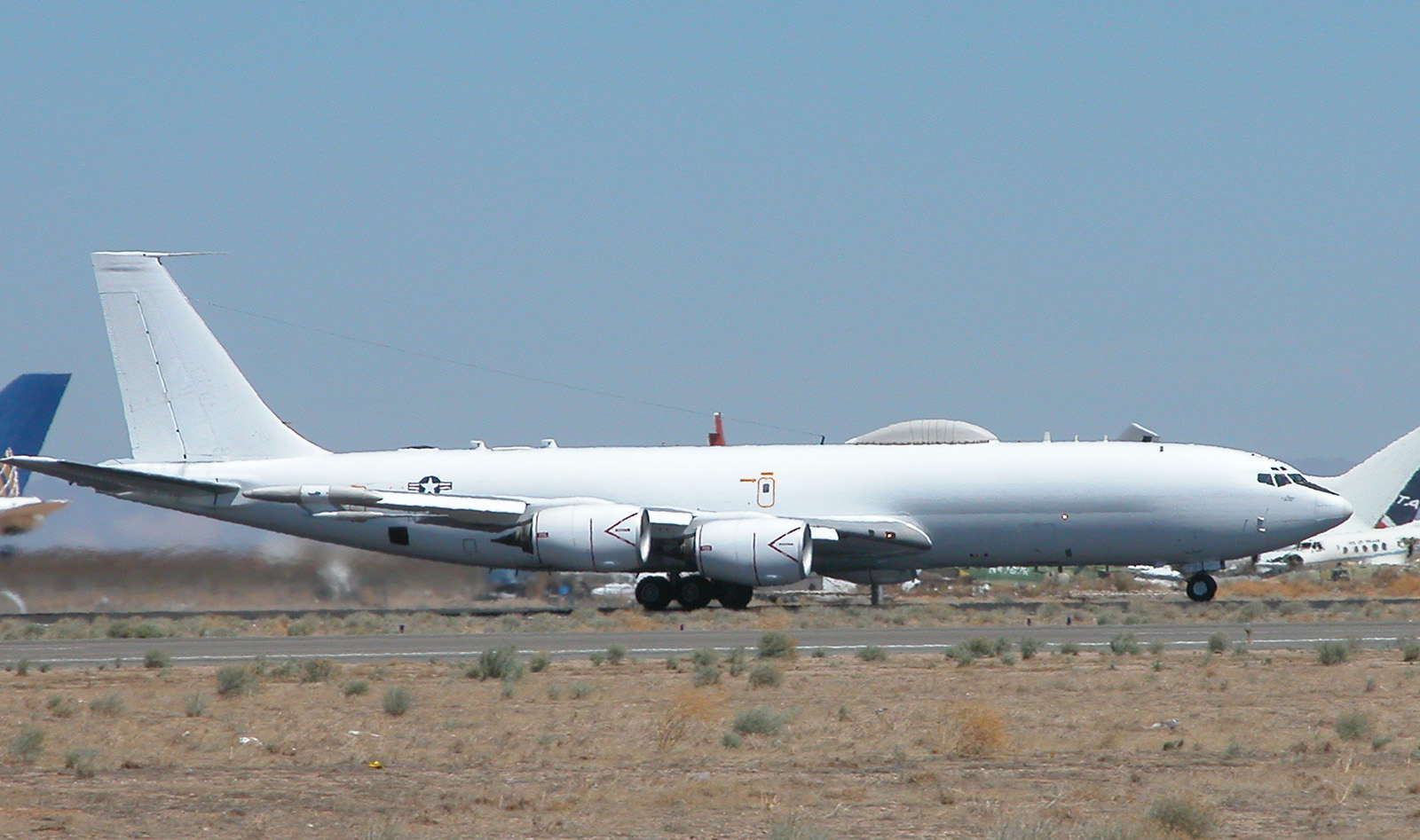
E-6 Mercury ve službách US Navy na letišti Mojave

Podobně jako E-3 Sentry AWACS, je letoun E-6 Mercury upravená verze komerčního letounu Boeing 707-320. V současné době existuje jen jedna verze letounu E-6 a to verze E-6B. E-6B je vylepšená verze letounu E-6A, která nyní zahrnuje i část pro řízení boje a má v kokpitu nové letové přístroje, které nahradily stárnoucí kokpit ve stylu 70. let moderním pilotním prostorem. Tyto úpravy značně zlepšují práci pilota a šetří i nemalé náklady spojené s provozem letounu.
První E-6A přijalo US Navy v srpnu 1989, do roku 1992 obdrželo postupně 16 letounů. První letoun E-6B byl přijat v prosinci 1997 a celá flotila letounů E-6 byla upravena na standard E-6B do 1. prosince 2006.
V červnu 2023 americké námořnictvo převzalo první modernizovaný letoun standardu E-6B Block II. Modernizace dalších je naplánována do roku 2027.

## Služba
Letouny slouží pod kódovým označením Looking Glass („Zrcátko“), což je vzdušné velitelské stanoviště Velitelství strategických sil USA (USSTRATCOM), navržené tak, aby mohlo převzít úlohu Centra globálních operací (Global Operations Center/GOC), které je umístěno na letecké základně Offutt v Nebrasce, pokud by bylo toto velitelství zničeno nebo nebylo schopné komunikovat se strategickými silami. Označení zrcátko je použito, protože letouny „zrcadlí“ schopnosti GOC v ovládání jaderných sil.

## Specifikace

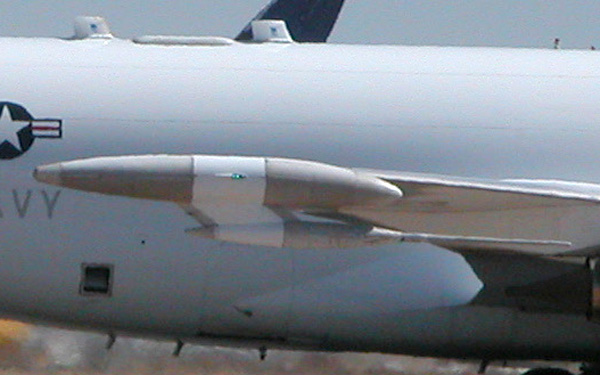
Detail konce křídla E-6 Mercury

Technické údaje pocházejí z „US NAVY Fact File“ na stránkách US NAVY

### Technické údaje
- Posádka: 22 (12 – 25)
- Rozpětí: 45,2 m
- Délka: 45,8 m
- Výška: 12,9 m
- Max. vzletová hmotnost : 154 400 kg
- Pohonná jednotka: 4× dvouproudový motor s velkým obtokovým poměrem CFM-56-2A-2
- Výkon pohonné jednotky: 107 kN

### Výkony
- Maximální rychlost: 960 km/h (522 uzlů, 600 mph)
- Dolet: 12 144 km (s výdrží 6 h v operační oblasti)
- Dostup: více než 12 200 m (40 000 stop)

## Uživatelé
- USA (US Navy)